# Frauenstreik (2019)

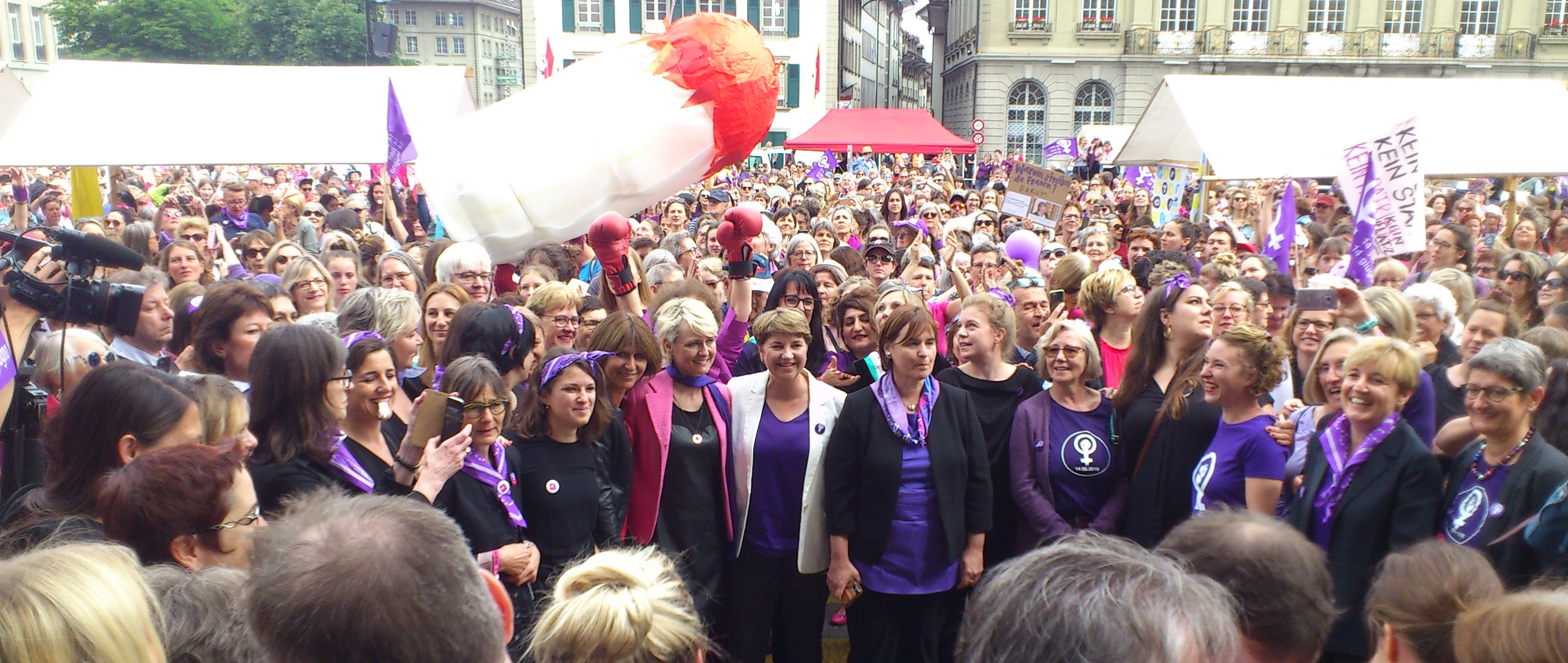
Frauenstreik 2019 auf dem Berner Bundesplatz: Bundesrätin Viola Amherd (Bildmitte, mit heller Jacke), rechts neben ihr Nationalratspräsidentin Marina Carobbio Guscetti, links neben ihr Nationalratsvizepräsidentin Isabelle Moret und die roten Boxhandschuhe von Margret Kiener Nellen sowie weitere Bundesparlamentarierinnen und Streikende während eines Sitzungsunterbruchs

Der landesweite Frauenstreik vom 14. Juni 2019 (in Eigendarstellung Frauen*streik; französisch grève des femmes*, italienisch donne* in sciopero) gehörte mit dem Frauenstreik (1991) zu «grössten öffentlichen Mobilisierungen» in der Schweiz seit dem Landesstreik 1918. Eine halbe Million Frauen beteiligte sich an Protest- und Streikaktionen für ihre Rechte. Die Schweizer Frauenstreiks machten auf systematische oder strukturelle Probleme aufmerksam und mahnten die Beseitigung von Defiziten in der Gleichstellung an.

## Vorgeschichte

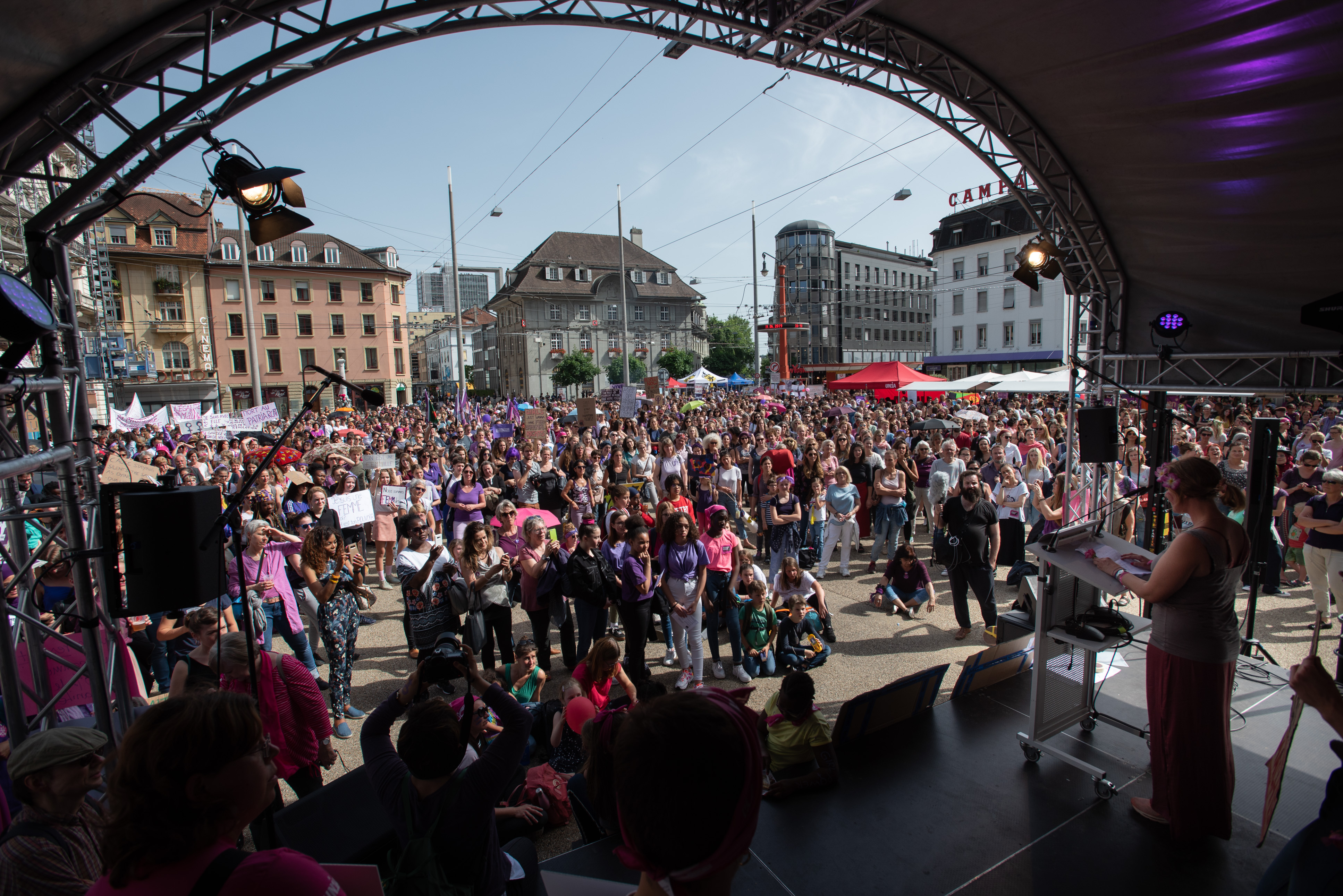
Streikende auf dem Bieler Zentralplatz

### 1981–2011
Bei der eidgenössischen Abstimmung vom 14. Juni 1981 wurde der bundesrätliche Vorschlag zur Gleichberechtigungsinitiative angenommen und der Grundsatz der Gleichstellung von Frauen und Männern in der Verfassung des Landes verankert. Vorangegangen waren Diskussionen des Nationalrats über die Einbindung der Frauen in die Schweizer Gesamtverteidigung. Viertausend Frauen hatten am 6. März 1991 auf dem Bundesplatz dagegen demonstriert.
Der Frauenstreik vom 14. Juni 1991 machte zehn Jahre später auf systematische oder strukturelle Probleme aufmerksam und mahnte die Beseitigung von Defiziten in der Gleichstellung an. Er erregte internationales Aufsehen. Eine halbe Million Frauen beteiligte sich an Protest- und Streikaktionen für ihre Rechte unter dem Motto «Wenn Frau will, steht alles still». Anlass war das zehnjährige Jubiläum der Annahme des Verfassungsartikels «Gleiche Rechte für Mann und Frau». Die Veranstaltungen informierten über die zögerliche Umsetzung des Artikels durch die Bundesregierung und drückten den Unmut der Schweizerinnen über die Verzögerungstaktik des Bundesrates bei Gleichberechtigungsthemen aus.
Der «Frauenaktionstag» vom 14. Juni 2011 wurde von etwa 50 Organisationen getragen, erstmals beteiligte sich der Bäuerinnen- und Landfrauenverband. Der Tag erinnerte daran, dass einige der Anliegen des Frauenstreiks von 1991, insbesondere die Angleichung der Löhne, nach zwanzig Jahren noch nicht erfüllt waren.

### 2018–2019
Im September 2018 lancierten Kathrin Bertschy als Co-Präsidentin der Frauenorganisation alliance F und Flavia Kleiner als Co-Präsidentin der damaligen Operation Libero die Kampagne «Helvetia ruft», um eine ausgewogenere Geschlechterverteilung in Volksvertretung und Regierung zu erreichen. Der Frauenanteil vor den Parlamentswahlen 2019 lag im Ständerat bei 15 Prozent, im Nationalrat bei etwa einem Drittel der Mitglieder. Die Kampagne wurde von Politikerinnen aus allen grossen Parteien mitgetragen. Eine Verschlechterung des Frauenanteils war zu befürchten, da Ständerätinnen ihr Ausscheiden angekündigt hatten.
Im Vorfeld des Frauenstreiks wurden von kantonalen Organisationskomitees Aktionen geplant und durchgeführt. Beispielsweise wurden am 14. Mai 2019 im Kanton Schwyz Strassenschilder umbenannt. Die kantonalen Tagespresse berichtete darüber umfassend.

## Frauenstreik 2019

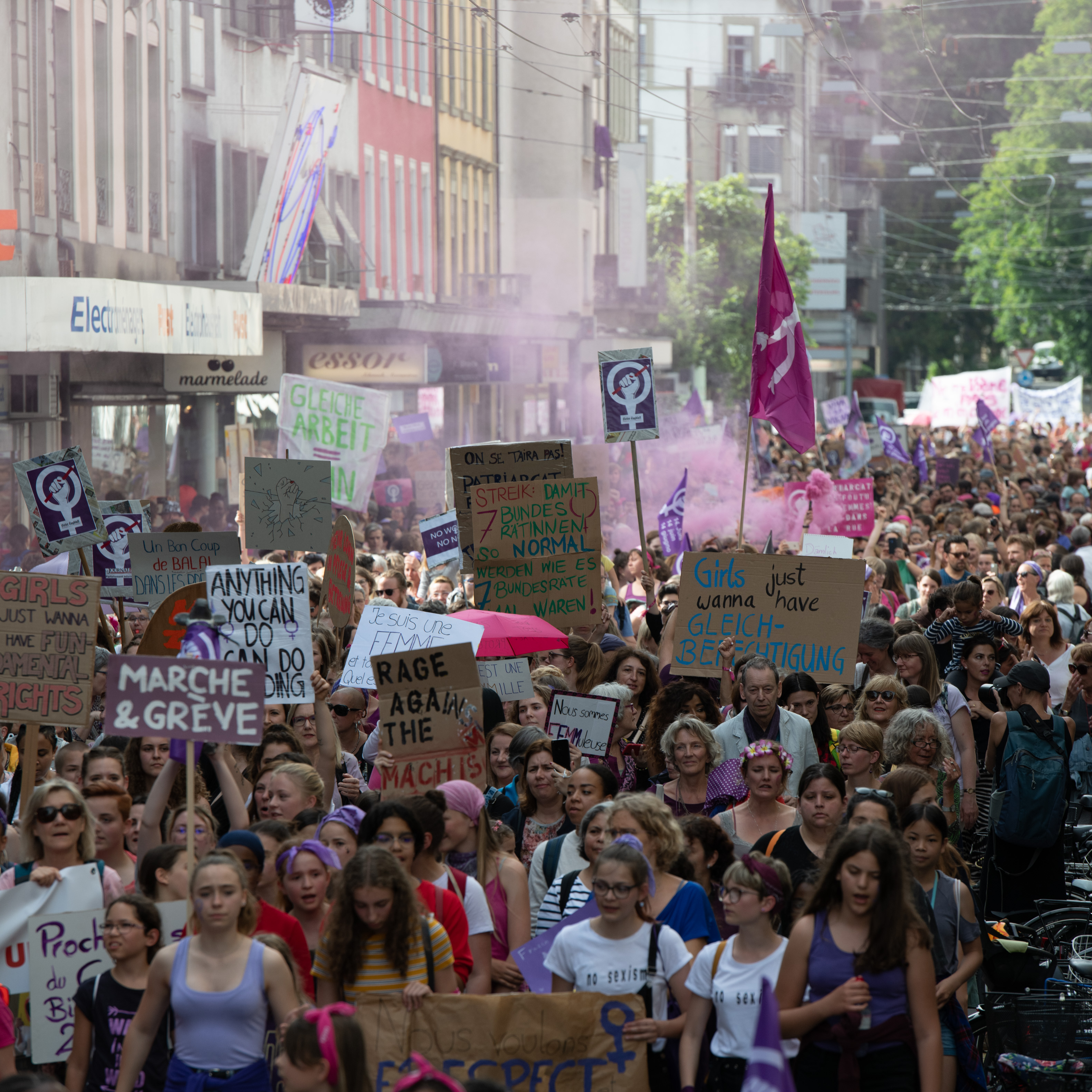
Streikende in Biel

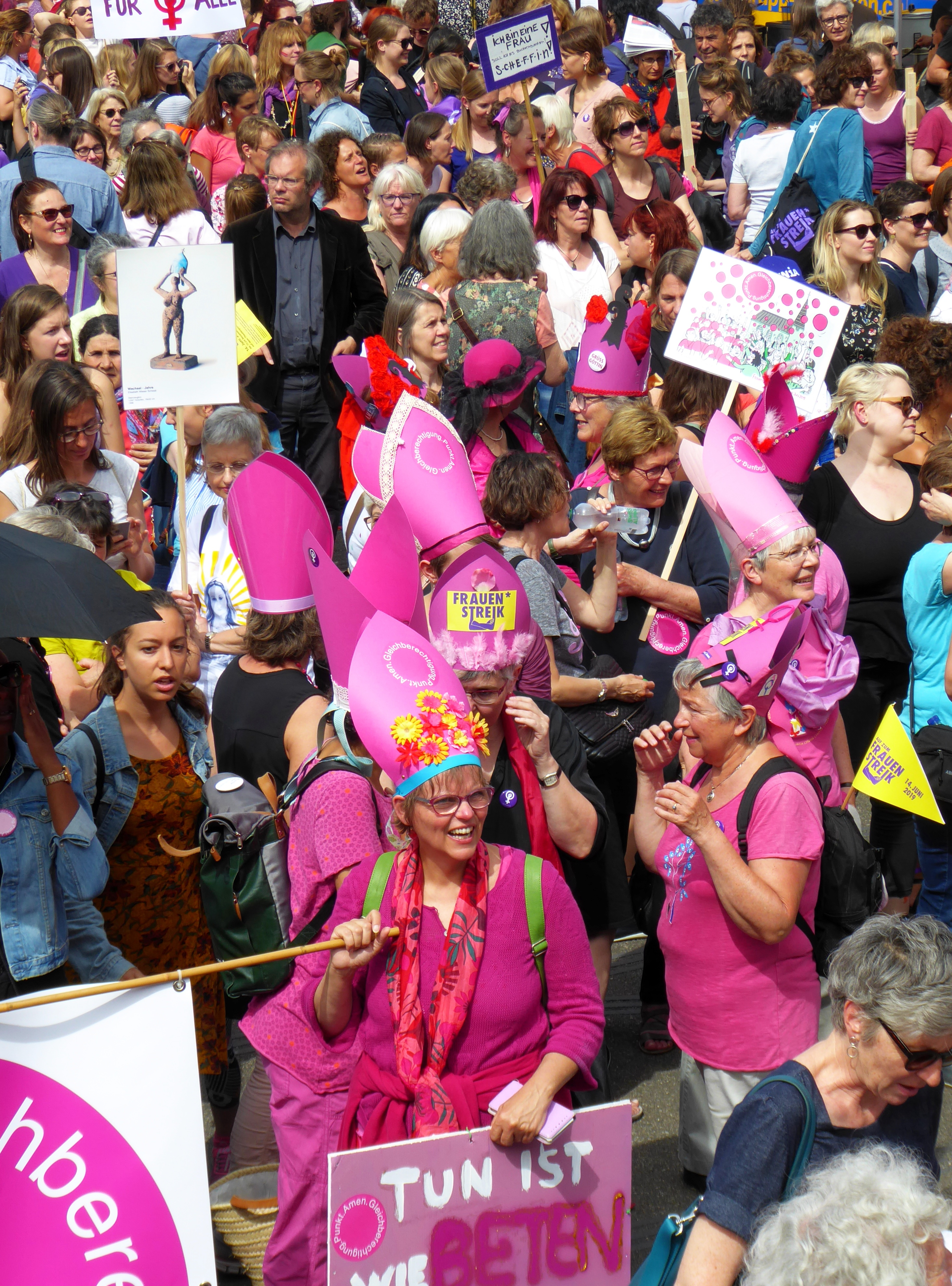
Protestierende in Basel

Am 14. Juni 2019, 28 Jahre nach dem ersten grossen Frauenstreik, demonstrierten schweizweit ein weiteres Mal 500'000 Menschen für die Gleichstellung. Im Forderungskatalog des zweiten Frauenstreiks war die Lohngleichheit eine zentrale Forderung, 43 Prozent der Lohnungleichheiten zwischen Frauen und Männern galten als unerklärt. Daneben waren höhere gesellschaftliche Anerkennung von Frauenarbeit, mehr Zeit und Geld für Betreuungsarbeit («Care-Arbeit»), Bekämpfung von Sexismus und sexueller Belästigung. Sein Motto war «Lohn. Zeit. Respekt.» Die Aktionen sollten um 11 Uhr Aktionen am Arbeitsplatz und um 15.30 Uhr eine Arbeitsniederlegung zu regionalen Kundgebungen umfassen. Die Frauen im Parlament legten um 10.50 Uhr eine Protestpause ein, auf dem Bundesplatz kam es um 15.24 Uhr zum «Freeze» in Bern und in Biel zum Pfeifkonzert. Im Vergleich zu den Löhnen der Männer arbeiteten Frauen ab diesem Zeitpunkt «umsonst» (siehe: Equal Pay Day).
An Teilnehmenden gezählt wurden 160'000 Personen in Zürich, 50'000 in Bern, 40'000 in Basel, 30'000 in Lausanne, mindestens 20'000 in Genf, jeweils 12'000 in Freiburg und Sitten, in Bellinzona, Luzern, Neuenburg und Winterthur jeweils 5 bis 10'000, 4'000 in Delsberg und St. Gallen, 3'000 in Aarau und Biel sowie 1'000 in Chur. Beachtung erfuhren auch Gruppen von mehr als 30 Frauen in Dörfern sowie streikende Lehrerinnen an der Schweizerschule in Mexiko-Stadt. In Schaffhausen verursachte die Munotwächterin Karola Lüthi grosse Aufregung, da das Glöcklein des Munot zum ersten und einzigen Mal seit Hunderten von Jahren ungeschlagen blieb.
In der Schweiz riefen kirchlich engagierte Frauen mit Unterstützung von Verbänden, wie dem Schweizerischen Katholischen Frauenbund (SKF) und der Interessengemeinschaft Feministischer Theologinnen, ebenfalls zu einem «Kirchenfrauenstreik» am 15. und 16. Juni sowie zur Beteiligung am 14. Juni auf.
Die Zeitung Bote der Urschweiz erschien am Streiktag als Botin der Urschweiz, der Freie Schweizer (Amtliches Publikationsorgan für den Bezirk Küssnacht) als Freie Schweizerin.

## Auswirkungen
Bei den Wahlen vom 20. Oktober 2019 wurden erstmals mehr «neue Frauen» als «neue Männer» in den Nationalrat gewählt. Mit 84 Frauen im Nationalrat erreichte ihr Anteil erstmals 42 Prozent, bei einem Anteil von 40 Prozent in den Wahlvorschlägen. Im internationalen Vergleich kam die Schweiz von Platz 38 in 1991 auf Platz 15 und lag vor Norwegen. Die weiteren Zahlen im Vergleich von 1991 und 2019 sind in Prozent: Ständerat 8,7 und 26,1; Kantonsparlamente 15,2 und 29,9 sowie bei der Legislative in den Städten 25,1 und 32,0. In der Exekutive verbesserte sich die Präsenz der Frauen in den Jahren 1991 und 2019 in Prozent bei den Kantonsregierungen von 3,0 auf 24,7 und bei den Städten von 15,8 auf 27,2. Bei den Bundesräten war 1991 keine Frau vertreten, im Jahr 2019 standen drei Bundesrätinnen vier Bundesräte gegenüber. Im Vergleich zur letzten Wahl war allerdings die Präsenz in den Kantonsregierungen gesunken, da die Kantone Aargau und Uri reine Männerregierungen wählten. Im Corona-Krisenstab standen 2020 zwei Frauen zwölf Männer gegenüber. In den Führungsetagen Schweizer Unternehmen stieg der Frauenanteil bei Verwaltungsratsmandaten von 10 auf 23, in den Geschäftsleitungen von vier auf zehn Prozent.
Bei der Lohnungleichheit wies Regina Bühlmann vom Schweizerischen Gewerkschaftsbund auf das strukturelle Defizit hin. Statistisch lag der Medianwert der Löhne vor Steuerabzügen bei Männern im Jahr 2018 bei 6'600, bei Frauen bei 5'651 Franken im Monat, die Differenz entspricht 14,4 Prozent. Bei Löhnen unter 4'500 Franken betrug der Anteil der Frauen 58,3 Prozent, während sie bei Löhnen über 16'000 Franken nur noch zu 17,6 Prozent beteiligt waren. Nach dem Referendum im September 2020 wurde der Vaterschaftsurlaub von einem auf zehn Arbeitstage (zwei Wochen) erhöht.
Zum 14. Juni 2019 veröffentlichte das Historische Lexikon der Schweiz (HLS) 24 neue Artikel zur «Frauen- und Gendergeschichte» im Internet, denen weitere folgten. Nach eigenen Angaben war die Geschichte der Schweizer Frauen in den vorhandenen Artikeln bis dahin untervertreten.

## Belege
1. 1 2  Christian Koller: Vor 25 Jahren: Der Frauenstreiktag vom 14. Juni 1991. In: Schweizerisches Sozialarchiv, 1. Juni 2016.
2. ↑  Zahlen zu den Ratsmitgliedern. Abgerufen am 13. Juni 2022.
3. ↑  alliance F und Operation Libero lancieren überparteiliche Wahlkampagne für mehr Frauen in der Politik. Abgerufen am 13. Juni 2022.
4. ↑  Bote der Urschweiz: Frauengasse löst enormes Echo aus. Vom 9. Mai 2019. – Frauen knöpften sich Strassen vor. Vom 15. Mai 2019. – Der Ernst hinter der Sache. Vom 22. Mai 2019. (Auswahl)
5. ↑  Schweizerischer Gewerkschaftsbund: Argumente für den Frauenstreik. In: 14juni.ch – die gewerkschaftliche Seite für den Frauen*streik. Archiviert vom Original (nicht mehr online verfügbar) am 27. März 2019; abgerufen am 10. Juni 2022.  Info: Der Archivlink wurde automatisch eingesetzt und noch nicht geprüft. Bitte prüfe Original- und Archivlink gemäß Anleitung und entferne dann diesen Hinweis.
6. ↑  Angelika Hardegger, Alexandra Kohler, Linda Koponen, Esther Widmann: Frauenstreik Schweiz 2019: Was bleibt 2020 von der Euphorie? In: Neue Zürcher Zeitung. (nzz.ch [abgerufen am 13. Juni 2022]).
7. ↑  Barbara Ludwig: Kirchenfrauen sollen im Juni gleich zwei Mal streiken. In: kath.ch. 22. März 2019, abgerufen am 13. Juni 2022.
8. ↑  Vgl. die jeweiligen Ausgaben vom 14. Juni 2019.
9. 1 2  Philipp Loser: Frauenstreik Das hat sich getan. In: Basler Zeitung. 13. Juni 2020. S. 3.
10. ↑  Historisches Lexikon der Schweiz: «Sie war die erste …»: Pionierinnen der Schweizer Politik. Abgerufen am 10. Juni 2022.